# Pefkakia
Pefkakia o Pevkakia (en griego, Πευκάκια) es un yacimiento arqueológico ubicado cerca de Volos, Grecia. 
El yacimiento arqueológico consta de un asentamiento que fue habitado de manera continua desde el V milenio (periodo Neolítico) hasta el siglo XIII a. C. y que floreció especialmente en la Edad del Bronce. El estudio de los hallazgos ha permitido deducir la existencia en ese periodo de contactos comerciales con la zona meridional de Grecia, con islas del noreste del Egeo y con las Cícladas.
Entre los restos del periodo final de la Edad del Bronce se han excavado varias casas pertenecientes a la civilización micénica, además de una necrópolis con tumbas de fines del siglo XV a. C. y principios del XIV. A finales del siglo XIII a. C. el asentamiento fue abandonado.
El arqueólogo Dimitris Teojaris ha identificado esa fase del asentamiento de la Edad del Bronce final con la ciudad de Nelia, que en aquella época habría sido el puerto de Yolco.